# Charles Brooks
Charles Brooks Jr  (ur. 1 września 1942, zm. 7 grudnia 1982 w Huntsville, Teksas), amerykański przestępca.
Brooks był pierwszą osobą w USA skazaną na karę śmierci, w przypadku której wyrok wykonano poprzez zastrzyk trucizny. Egzekucja została przeprowadzona w Teksasie.